# هانس ناگل
هانس ناگل (انگلیسی: Hanns Nägle; ۸ فوریهٔ ۱۹۰۲ – ۱ ژانویهٔ ۲۰۰۰) از برندگان مدال‌های بازی‌های المپیک زمستانی اهل آلمان بود.